# Erste Kirche Christi, Wissenschafter, Berlin

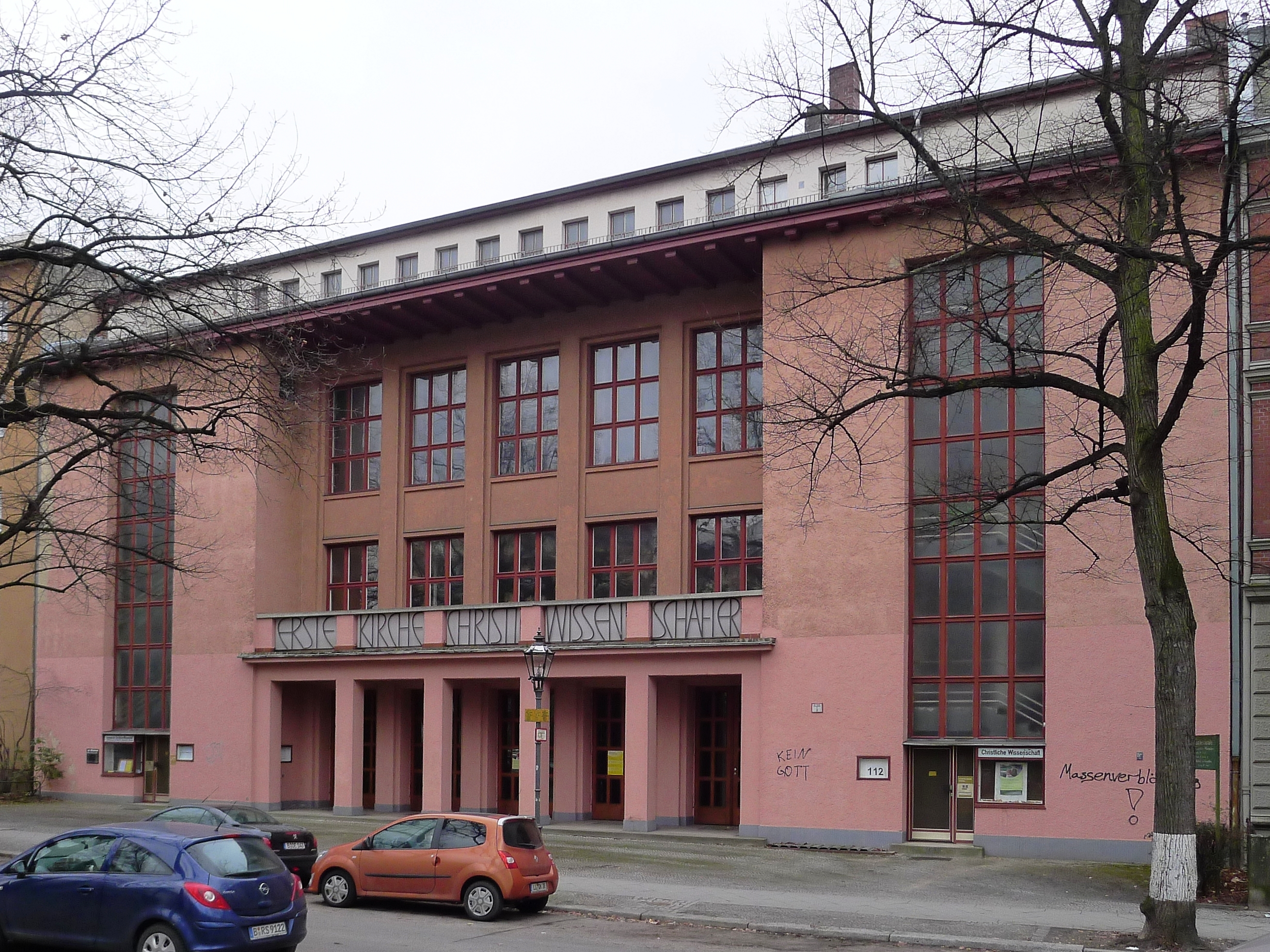
Erste Kirche Christi, Wissenschafter, Wilhelmsaue, Berlin-Wilmersdorf

Die Erste Kirche Christi, Wissenschafter, Berlin steht in der Wilhelmsaue 112 im Berliner Ortsteil Wilmersdorf des Bezirks Charlottenburg-Wilmersdorf, und bildet das Zentrum dieser Gemeinde der Christlichen Wissenschaftler. Der 1936–1937 von Otto Bartning errichtete Gebäudekomplex steht unter Denkmalschutz.

## Geschichte
Christian Science wurde im Jahre 1879 von Mary Baker Eddy gegründet. Ab 1896 fassten die Christlichen Wissenschaftler in Deutschland Fuß. Die erste Berliner Zweigkirche folgte am 20. September 1900. In den ersten Jahren nach der Gründung wurden die Gottesdienste zunächst in Privatwohnungen, später dann in Schulen oder Sälen, in den 1920er Jahren in den Räumen der alten Berliner Philharmonie in der Köthener Straße abgehalten, seit April 1932 im Bachsaal am Magdeburger Platz. Im Jahr 1929 erwarb die Kirchengemeinde das Grundstück Wilhelmsaue 112. Die Grundsteinlegung des Kirchengebäudes war aber erst am 17. September 1936, gegen Ende 1937 wurde der erste Gottesdienst dort abgehalten. Das damalige Kirchenschiff bot rund 1000 Personen Platz, das jetzige rund 800. In der Zeit des Nationalsozialismus wurden die Christlichen Wissenschaftler 1941 verboten und ihr Eigentum beschlagnahmt. Im Zweiten Weltkrieg wurde das Haus 1943 zerstört. Nach dem Kriegsende hielten die Christlichen Wissenschaftler wieder Gottesdienste in verschiedenen Sälen Berlins ab. Das Kirchengrundstück mit der Ruine wurde der Gemeinde zurückgegeben. Unter der Leitung von Otto Bartning wurden bereits 1950 die Gebäudereste gesichert, ab Mai 1956 begann der eigentliche Wiederaufbau in Zusammenarbeit mit dem Architekten Kurt Bornemann. Am 7. Juli 1957 fand der erste Gottesdienst statt. Die Wiederaufbaukosten wurden von der Kirchengemeinde durch freiwillige Beiträge und Spenden aufgebracht. Nach Tilgung der letzten Hypothek wurde das Kirchengebäude am 28. Dezember 1969 eingeweiht.
Die Christlichen Wissenschaftler sind eine Körperschaft des öffentlichen Rechts und Mitglied im Gesamtverband Christian Science und in der Arbeitsgemeinschaft der Kirchen und Religionsgesellschaften in Berlin.

## Gebäude

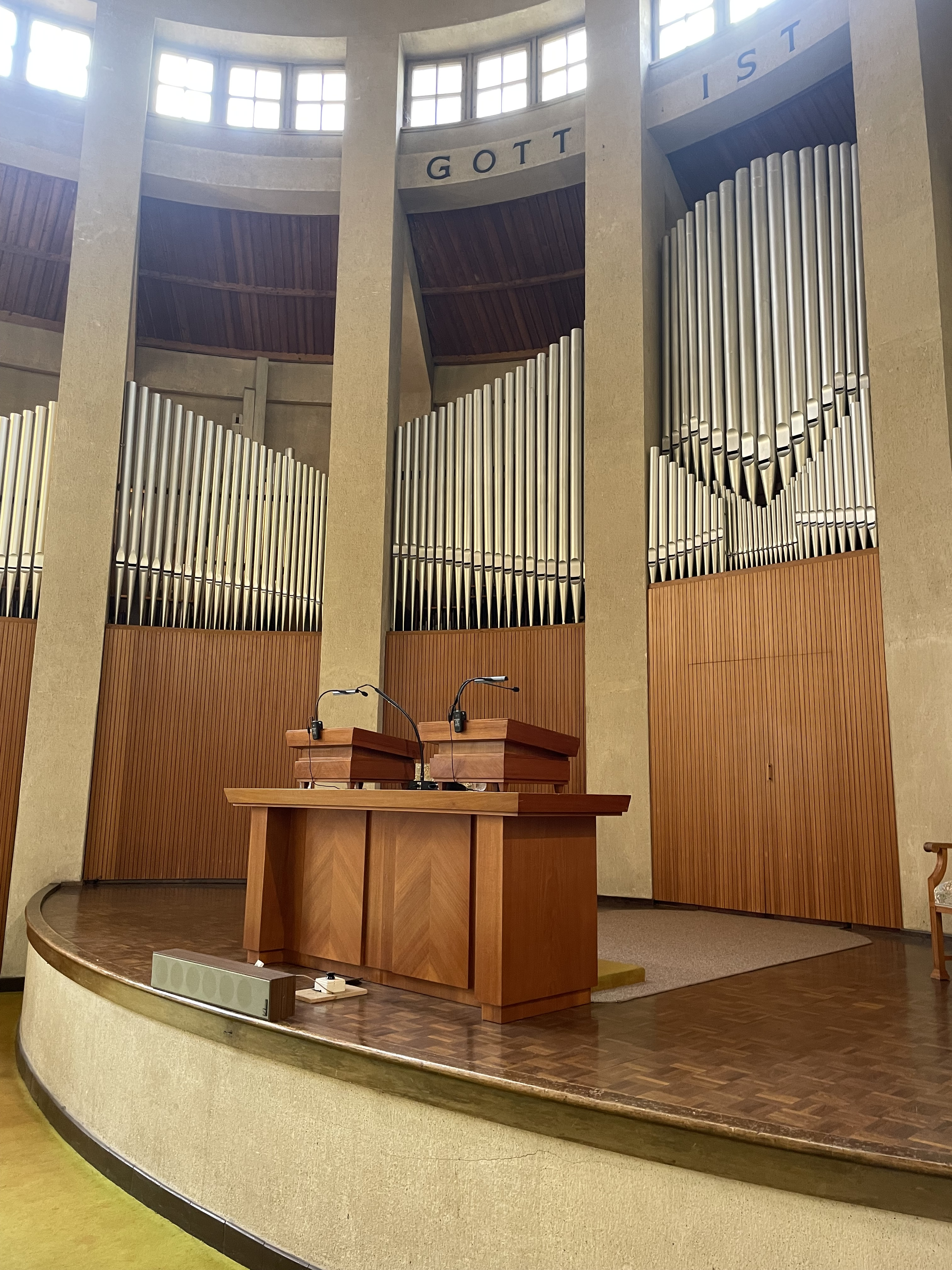
Lesepulte und Detailansicht des Orgelprospekts

Beim Wiederaufbau wurde der Bau wesentlich vereinfacht. Die Fassade des in geschlossener Bauweise errichteten Vereinsgebäudes auf trapezförmigem Grundriss springt in der Breite des Kirchenschiffs hinter die Baulinie zurück. Vor diesem Mittelteil liegt die mit Arkaden versehene offene Vorhalle, von der die Eingänge zum Vorraum der Kirche abgehen. In den Seitenteilen befinden sich die zur Straße voll verglasten Treppenhäuser.
Das Gebäude an der Straße enthält einen Lesesaal, einen großen Raum für die Sonntagsschule und Räume für die Verwaltung. Auf dem rückwärtigen Grundstück befindet sich eine Hallenkirche auf parabelförmigem Grundriss. Innen sichtbar, direkt unter dem Satteldach und der halben Kugelkalotte über der Apsis befindet sich eine hölzerne Decke. Durch den umlaufenden Gang und die Obergaden wirkt das Kirchenschiff wie eine Basilika. Der Saal wird zusätzlich durch Fensterbänder im Umgang oberhalb der holzverkleideten Wände erhellt. In der annähernd halbrunden Apsis befindet sich ein Podest, auf dem für die beiden Vorleser der Predigt eine gemeinsame Kanzel steht. Das Kirchengestühl ist nach hinten leicht steigend angeordnet. Über der Holzverkleidung auf dem Umgang der Apsis, hinter dem Orgelprospekt, befindet sich die Orgel mit hölzernen Orgelpfeifen, der Spieltisch steht neben dem Podest. Weitere Sitzplätze sind auf einer Empore über dem Vorraum vorhanden.